# Lézerszike

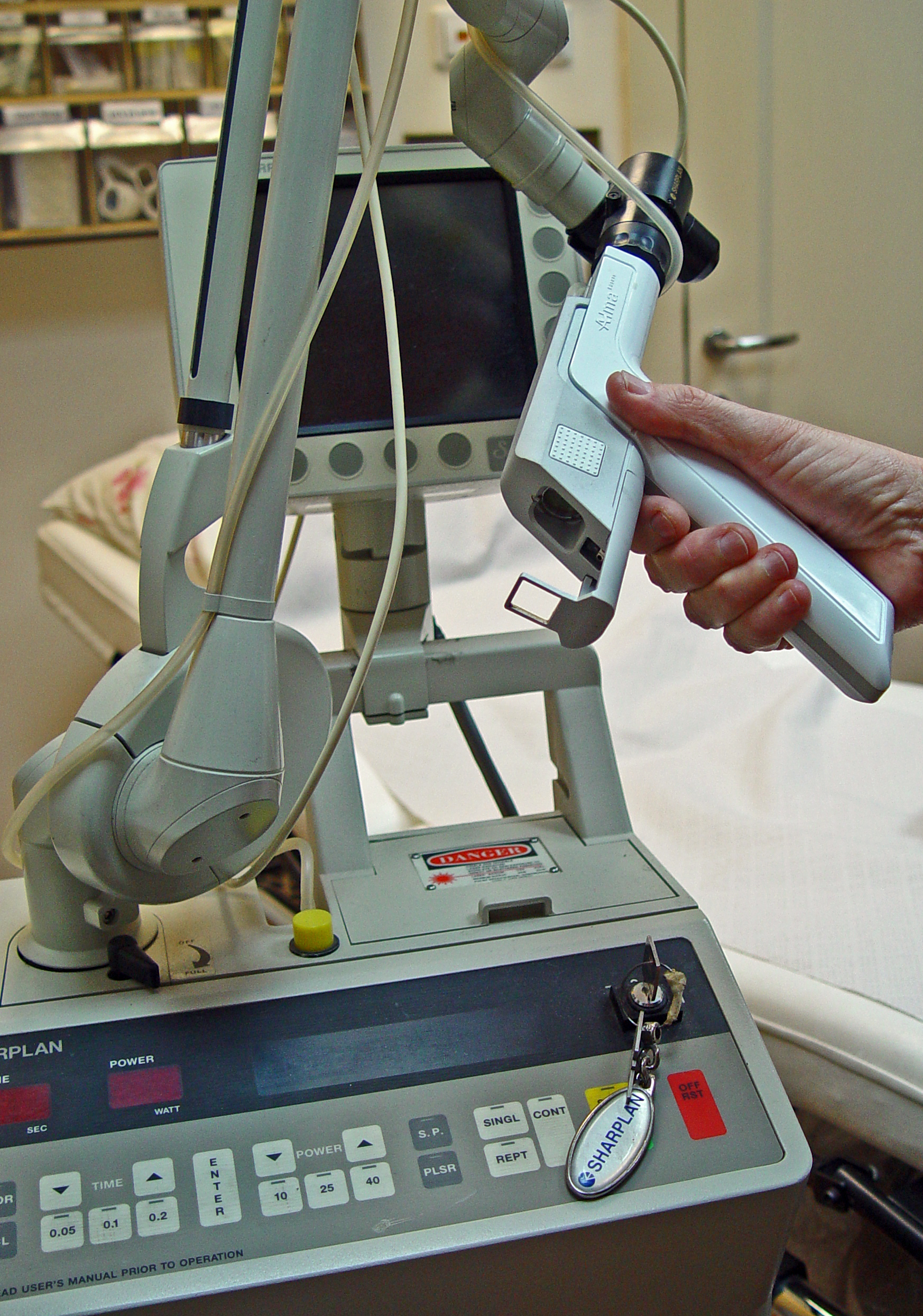
Lézerszike

A lézerszike a sebészetben használatos vágóeszköz, amely  lézer energiájával roncsolja a szöveteket. Külsőre nem úgy néz ki, mint egy hagyományos szike.
Az ophthalmológiában (a szemmel és annak betegségeivel foglalkozó tudományág) excimer lézereket használnak, hogy megváltoztassák a szem szaruhártyájának alakját (az eljárás nevei LASEK és LASIK).
A többi sebészeti területen is használnak lézerszikét, mint például az idegsebészetben és az érsebészetben. Manapság YAG- és CO2-lézereket használnak, de ismert még a szabad elektronos lézer is, aminek a használata a kutatásokra korlátozódik.
Kutatásoknál a sejtbiológiában speciális lézer-mikroszikét használnak, ami kisebbet vág, mint egy sejt mérete.